# 暗多样性
暗多样性（英語：dark diversity）是指在研究范围内不存在，但存在于周边地区，并可能在特定生态条件下栖息的一组物种。该术语由塔尔图大学的三位研究人员于2011年提出，灵感来自物理学中暗物质的概念，因为暗多样性和暗物质同样无法直接观察到。

## 概述

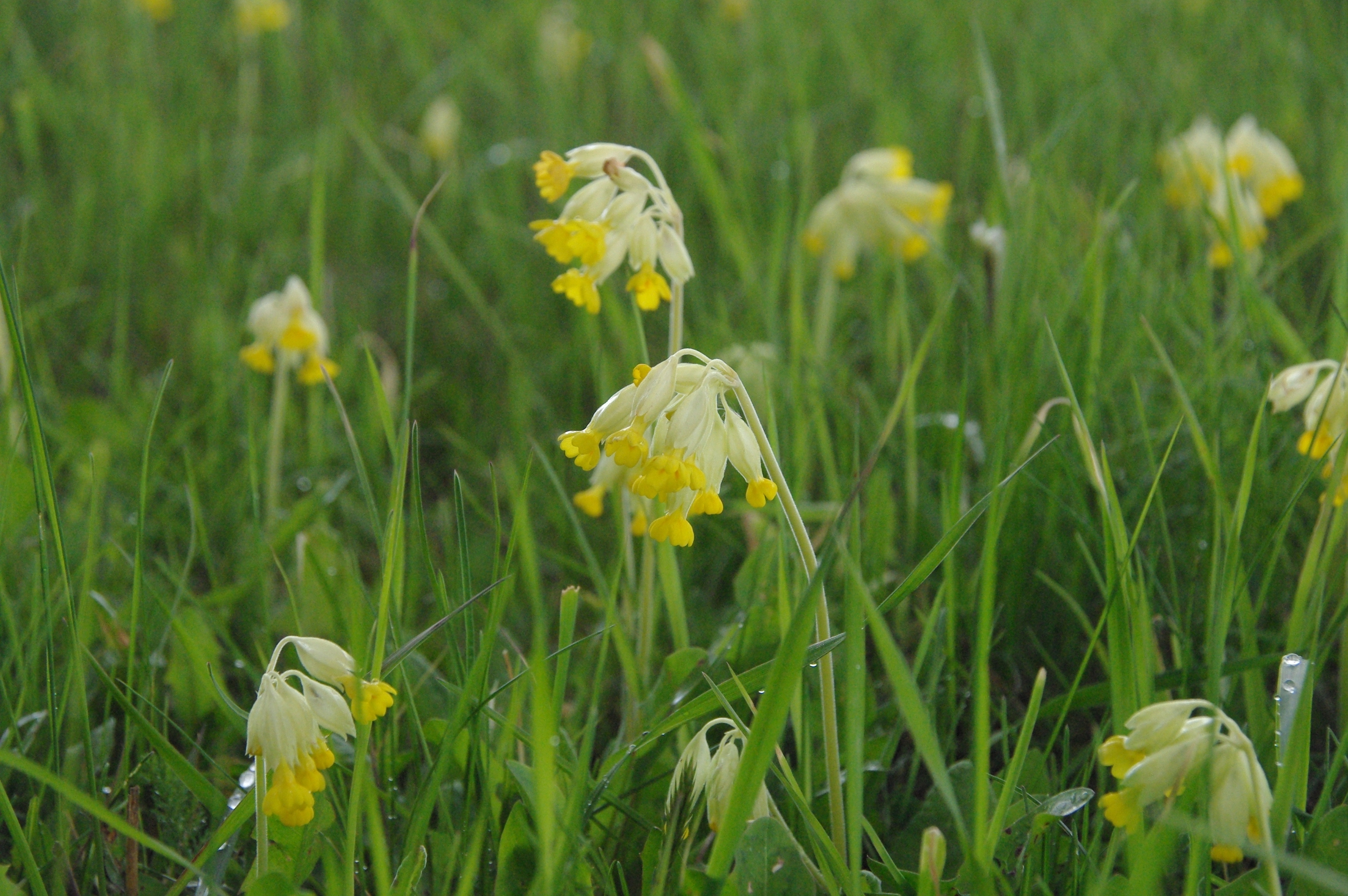
黄花九轮草是欧洲草原常见的植物品种。如果环境条件适宜，但在研究范围的草地斑块中缺失，则属于该草地内的暗多样性。

暗多样性是物种库概念的一部分。物种库为能够栖息在特定地点且存在于周围区域或景观中的所有物种的集合。暗多样性包括属于特定物种库但当前在某地尚不存在的物种。暗多样性与“生境特异化”或“被过滤”物种库有关，其中仅包括能够传播到且栖息在研究范围内的物种。例如，如果对研究范围的珊瑚礁的鱼类多样性进行采样，那么其暗多样性包括来自周围的所有鱼类，这些鱼类当前尚未出现，但有可能扩散到研究范围内并定居。采样也可能遗漏一些实际存在于范围内的物种，这些物种称为“幻影物种”（phantom species），即实际存在于某地，但对该地的群落进行采样时，样方内未检测到的物种。幻影物种的存在，意味着由于这种“伪周转”现象，研究定殖和绝灭的常规措施总是会高估其真实的速率。
暗多样性名称借鉴自从暗物质：无法看到和直接检测的物质，其存在和性质是从它对可见物质的引力效应中推断出来的。同样，仅观察样方时无法直接看到暗多样性，但如果考虑更大的尺度，则存在暗多样性，并且在有适当的数据时，能够估计其存在和性质。人们可以借助暗物质来更好地了解星系的分布和动态，也可以借助暗多样性来了解生态群落的构成和动态。

## 生境特异性和规模
暗多样性是样方中观察到的多样性（observed diversity，即α多样性）的反面。暗多样性是生境特异性的，研究范围必须包含对属于暗多样性的物种合适的生态条件。生境的概念可小（例如原始森林中的微生境），也可大（例如陆地生境）。因此，生境特异性并不意味着所有处于暗多样性的物种都可以栖息在研究范围中的每处，但范围内必须有适宜其生存的部分。
生境特异性区使暗多样性区别于β多样性。如果说β多样性是在α和γ多样性之间建立了关联（β = γ/α），那么暗多样性则是将α多样性和生境特异性（被过滤）的物种库联系起来。生境特异性的物种仅包含可能栖息在研究范围内的物种。观察到的多样性可在任何尺度、具有不同异质性的地点研究获得。这也适用于暗多样性。其结果是，由于局部观察到的多样性可能与迥异的样本尺度相关联，因此暗多样性也可以应用在各种不同尺度上（例：植被中的1x1 m样方、景观中的鸟类计数横断面，50x50 km的UTM网格单元等）。

## 估算暗多样性的方法
区域大小决定了物种扩散到研究范围内的可能性，研究所选择的尺度取决于研究的问题。对于更一般化的研究，可以使用与生物地理区域相当的尺度（例如一个小国、一个州或方圆几百公里范围）。欲知道哪些物种可能在不久的将来（例如10年）栖息在研究范围内，景观尺度是合适的。
区分生态适宜的物种可使用各种不同的方法。例如，环境生态位模型可应用于大量物种。可使用专家意见。物种栖息地偏好的相关资料可在书籍中找到，例如鸟类筑巢栖息地。也可以使用定量方法，例如根据Ellenberg，可使用植物物种指标值。最近提出的一种方法采用物种共生矩阵估算暗多样性。还有线上工具可用于共生方法。

## 用法
暗多样性允许对生物多樣性进行有意义的比较，可使用群落完整性指数（community completeness index）：
{\displaystyle \log \left({\frac {\text{observed diversity}}{\text{dark diversity}}}\right)}.
该式表达了相关尺度下的本地多样性，过滤掉了区域物种库的影响。例如，如果在欧洲范围内研究植物多样性的完整性，它并没有表现出观察到的丰富度和物种库值那样的纬度模式；相反，人类影响较小的地区呈现出高完整性，这就表明在欧洲，人为因素是地方尺度下生物多样性最重要的决定因素之一。
暗多样性研究可以与功能生态学相结合，以理解为何在一个地方很难实现物种库。例如，如果比较草原物种在观察到的多样性和暗多样性中的功能性状，就会发现，暗多样性物种的扩散能力通常明显较差。
暗多样性可用于考虑自然保育的优先级，以识别不同地区物种最完整的地点。研究外来物种、杂草和病原体的暗多样性有助于对其未来的侵入未雨绸缪。
最近，暗多样性概念被用来解释植物多样性-生产力关系背后的机制。